# Sievekingia jenmanii
Sievekingia jenmanii är en orkidéart som beskrevs av Heinrich Gustav Reichenbach. Sievekingia jenmanii ingår i släktet Sievekingia och familjen orkidéer. Inga underarter finns listade i Catalogue of Life.